# Kiesgrube nordöstlich Straßfeld
Koordinaten: 50° 42′ 22″ N, 6° 53′ 6″ O
Das Naturschutzgebiet Kiesgrube nordöstlich Straßfeld liegt auf dem Gebiet der Gemeinde Swisttal im Rhein-Sieg-Kreis in Nordrhein-Westfalen.
Das Gebiet erstreckt sich nordöstlich der Swisttaler Ortschaft Straßfeld. Am nördlichen Rand des Gebietes verläuft die Landesstraße 182, am westlichen Rand die Kreisstraße K 3, am südlichen Rand die K 61 und östlich die A 61. Nordwestlich – auf dem Gebiet der Gemeinde Weilerswist im Kreis Euskirchen – erstreckt sich das etwa 36,8 ha große Naturschutzgebiet Straßfelder Fließ.

## Bedeutung
Das etwa 39,0 ha große Gebiet wurde im Jahr 2003 unter der Schlüsselnummer SU-071 unter Naturschutz gestellt.